# باك سونغ
باك سونغ (هانغل: 박송남) هو مصارع محترف كوري جنوبي، ولد في 11 أبريل 1943 في سول في كوريا الجنوبية، وتوفي في 1982 بسبب متلازمة مارفان.

## روابط خارجية
- باك سونغ على موقع CageMatch worker (الإنجليزية)